# Herminia chosensis
Herminia chosensis là một loài bướm đêm trong họ Noctuidae.